# Celné
Celné (německy Zöllnei) je podorlická údolní vesnice v sudetské oblasti, v nadmořské výšce 470–520 m n. m. První písemná zmínka pochází z roku 1574. Od roku 1960 je částí obce Těchonín. Funguje zde obchod s potravinami, fotbalové hřiště, letní tábor pro děti, Malá vodní elektrárna, hřbitov, soukromá farma a jeden větší podnikatelský subjekt.
Vesnice má autobusové spojení. Přestože okrajem vesnice prochází železniční trať Letohrad – Lichkov, vlakové spojení je nejblíže v Mladkově (2 km) a v Těchoníně (2,5 km).

## Historie
Obec byla založena až v průběhu 16. století. Lze však předpokládat, že na jejím místě bylo již nějaké osídlení, snad celnice při starodávné cestě vedoucí z Jablonného nad Orlicí do Mladkova dále do Kladska. Podle ní pak byla pravděpodobně nová osada pojmenována. Některé prameny uvádějí, že první písemná zmínka pochází až z roku 1601. Jisté je, že se poprvé připomíná již roku 1574, kdy Jan mladší z Valdštejna kupuje od Čeňka Žampacha z Potštejna kyšperský díl někdejšího rozsáhlého žampašského panství. Tento díl se později konstituoval v samostatné kyšperské panství. Jeho součástí bylo Celné až do zrušení patrimoniální správy.
V roce 1850 se stává samostatnou a samosprávnou obcí.
V dobách poválečného odsunu a dosídlování obec Celné disponovala veřejnou knihovnou, hostincem, jednotřídní národní školou, kinem a prodejnou Jednoty. Bylo zde založeno Jednotné zemědělské družstvo III. typu. Ještě v roce 1956 obec disponovala 5 volnými domky určenými k dosídlení za účelem pomoci při budování socialismu.
V důsledku rozsáhlé správní a územní reformy v roce 1960, je Celné s platností od 1. 7. 1960 sloučeno se sousední obcí Těchonín.
Vývoj názvu obce:
- Zelnei 1574, 1763[3]
- Tzelnay 1764[5]
- Czelney 1790[6]
- Zöllney 1836[7]
- Zöllnei 1897[8][9]
- Celné 1945[10]

| 1880         | 1927        | 2013       |
| ------------ | ----------- | ---------- |
| 763 osob     | 463 osob    | 99 osob    |
| 98,1 % Němci | 100 % Němci | 100 % Češi |

## Příroda a turistika
Vesnicí protéká řeka Tichá Orlice, jejíž celý tok je vyhlášen Evropsky významnou lokalitou z důvodu poměrně hojného výskytu Mihule potoční. Na území obce se nacházejí dva přírodní parky: Orlice (zřízen 1996) a Suchý vrch – Buková hora (zřízen 1987).
Častou zastávkou turistů je Celenský kříž s pohledem na Celné a pohoří Králického Sněžníku. Jako cvičný horolezecký terén a cíl turistů je využívaná největší skalní skupina Orlických hor Studenecké skály pod vrcholem Studeného s výhledem na Suchý vrch.

## Pamětihodnosti
- Kaple svatého Jana Nepomuckého se soškou sv. Floriána – tvarově výrazná stavba byla postavena roku 1825. V roce 2013 byla společně se sochou svatého Jana Nepomuckého zapsána do seznamu kulturních památek České republiky,[12] a to navzdory předchozímu nesouhlasu obce.[13] 16. května se zde pravidelně v den památky sv. Jana koná mše svatá.[14]

- Roubené domy – podél toku Tiché Orlice jsou citlivě posazeny historicky cenné dřevěné stavby reprezentující podorlickou lidovou architekturu.[15]

- Kamenný památník místním obětem první světové války – kamenný objekt je situován na návsi naproti kapli. V roce 2009 byl rekonstruován občany Celného.[16]

## Osobnosti
- Antonín Špinler (18. 11. 1916 – 20. 11. 1999) Místní učitel a autor podorlické regionální prózy se zmiňuje o životě v obci ve svém díle.[17][18][19]
- Franz Jentschke (1. 5. 1925 v Celném (Zöllnei) – 21. 3. 2018[20] v Brémách, Německo) Zakladatel německo-české nadace jež se zabýval od 90. let 20. století obnovou barokního poutního místa – kláštera Hory Matky Boží v Králíkách. Od roku 2004 čestný občan města Králíky.[21][22][23]

## Galerie

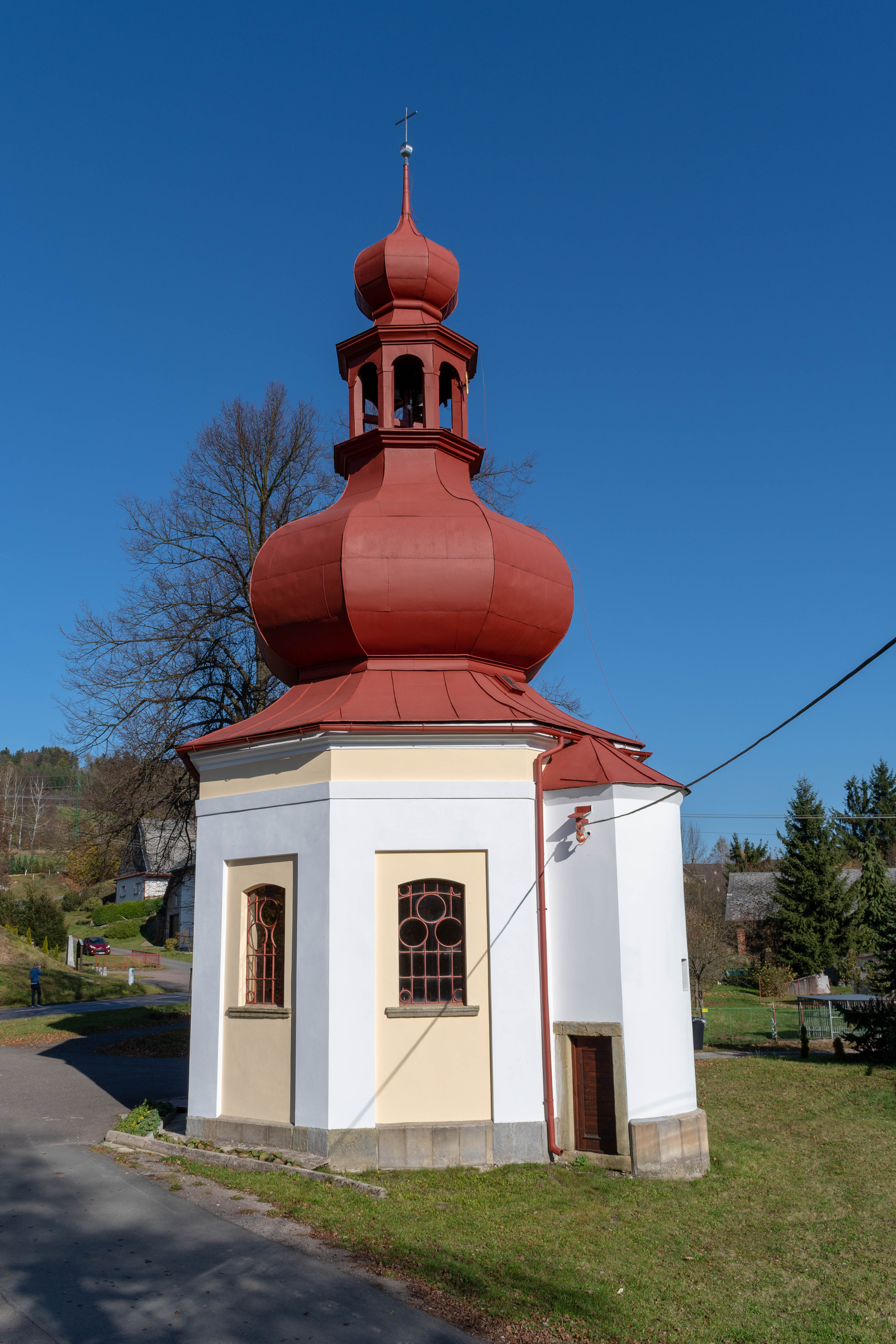
Kaple Růžencové Panny Marie či Svatého Jana Nepomuckého
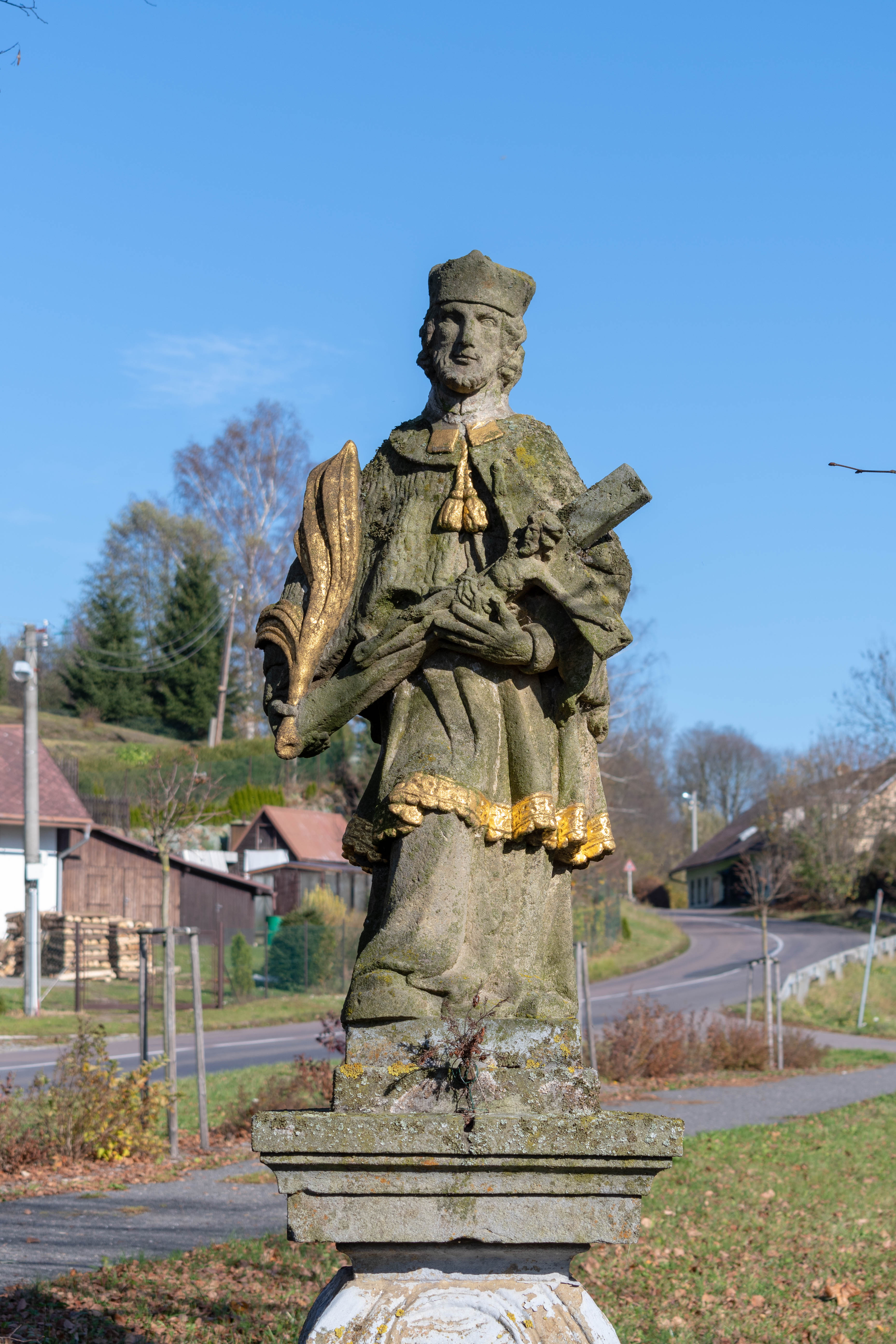
Socha svatého Jana Nepomuckého
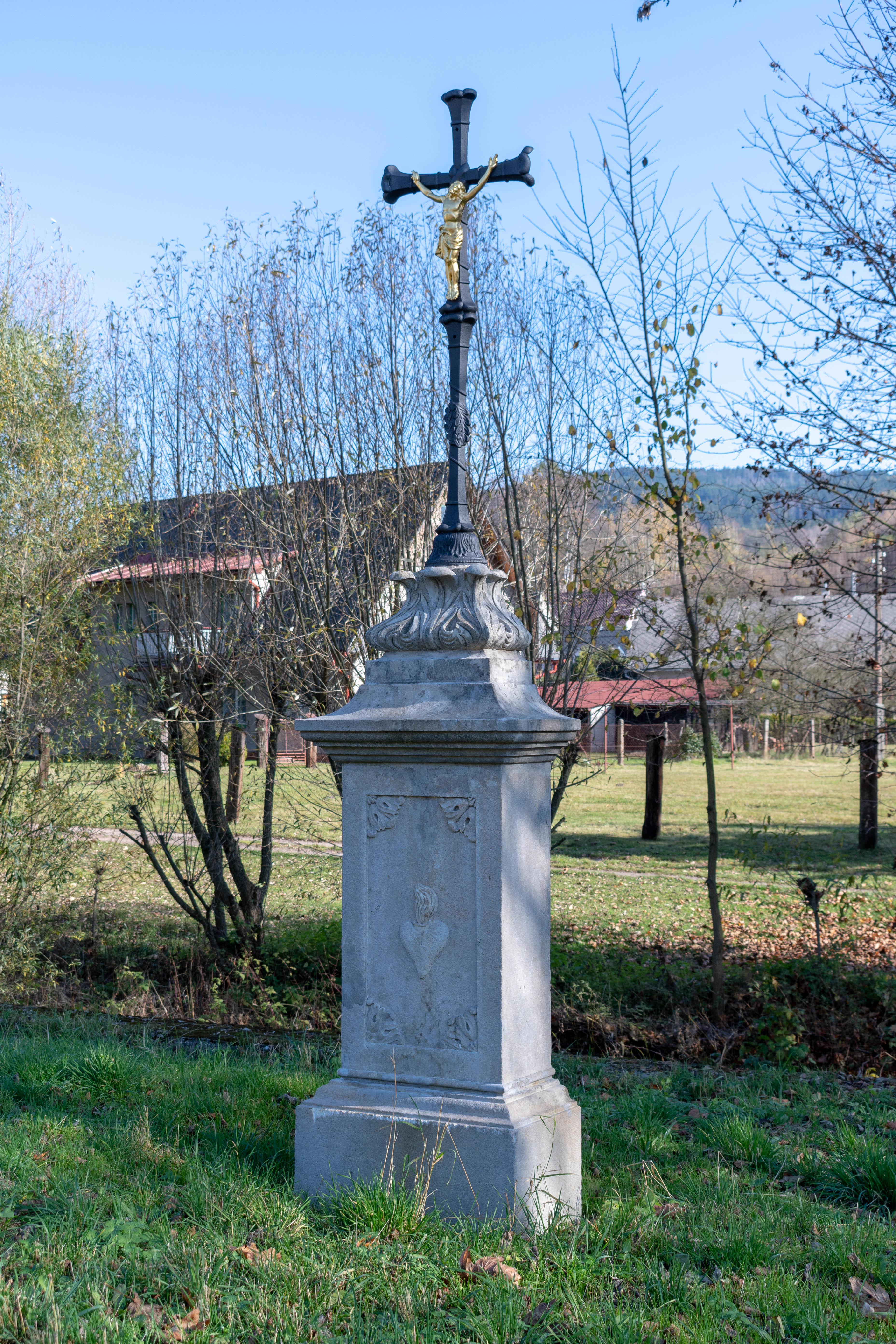
Torzo kříže po opravě